# جون إتش هودسون
جون إتش هودسون (بالإنجليزية: John H. Hodgson)‏ هو مؤرخ أمريكي، ولد في 24 سبتمبر 1913، وتوفي في 8 يناير 2011.